# Катушев, Георгий Васильевич
Георгий Васильевич Катушев — советский хозяйственный и политический деятель.

## Биография
Родился в 1931 году в Вольске. Член КПСС.
Окончил Саратовский автодорожный институт.
В 1954—1957 гг. — инженер, секретарь комитета ВЛКСМ Саратовского завода приемно-усилительных ламп.
В 1957—1961 гг. — первый секретарь Ленинского райкома комсомола, второй, первый секретарь Саратовского горкома ВЛКСМ.
В 1978—1988 гг. — первый секретарь Энгельсского горкома КПСС.
Делегат XXVI и XXVII съездов КПСС, XIX партконференции.
В 1988—2002 гг. — руководитель, заместитель руководителя Саратовского областного отделения Российской транспортной инспекции, член Экспертного совета при Губернаторе Саратовской области.
Умер в 2010 году в Саратове.

## Награды
- Орден Трудового Красного Знамени
- Орден Знак Почёта (дважды)